# 陆永耀
陆永耀（1961年11月—），云南西畴人，壮族，中国共产党党员。中华人民共和国政治人物、第十三届全国人民代表大会云南省代表。

## 生平
2018年，陆永耀被选为云南省出席第十三届全国人民代表大会代表。